# Tiny Dynamine
Tiny Dynamine — шостий мініальбом англійської групи Cocteau Twins, який вийшов 15 листопада 1985 року.

## Композиції
1. Pink Orange Red - 4:41
2. Ribbed and Veined - 4:00
3. Plain Tiger - 4:01
4. Sultitan Itan - 3:53
5. Great Spangled Fritillary - 4:02
6. Melonella - 4:05
7. Pale Clouded White - 4:59
8. Eggs and Their Shells - 3:06

## Склад
- Елізабет Фрейзер — вокал
- Робін Ґатрі — гітара, ударні
- Саймон Реймонд — бас-гітара